# 1778 Alfven
Alfven (asteroide 1778) é um asteroide da cintura principal, a 2,7849808 UA. Possui uma excentricidade de 0,1176001 e um período orbital de 2 048 dias (5,61 anos).
Alfven tem uma velocidade orbital média de 16,76541728 km/s e uma inclinação de 2,47021º.
Este asteroide foi descoberto em 26 de Setembro de 1960 por PLS.
O seu nome é uma homenagem ao físico sueco Hannes Olof Gösta Alfvén.